# هونغ جي يون
هونغ جي يون (بالكورية: 홍지윤)‏ هي ممثلة كورية جنوبية. ولدت يوم 3 مارس 1991 في سول في كوريا الجنوبية.

## روابط خارجية
- هونغ جي يون على موقع IMDb (الإنجليزية)
- هونغ جي يون على موقع قاعدة بيانات الفيلم (الإنجليزية)
- هونغ جي يون على موقع كينوبويسك (الروسية)